# Lijst van burgemeesters van Peursum
Dit is een lijst van burgemeesters van de voormalige Nederlandse gemeente Peursum tot die in 1957 fuseerde met Giessen-Nieuwkerk tot de gemeente Giessenburg.
| Ambtsperiode  | Naam burgemeester                 | Partij of stroming | Bijzonderheden |
| ------------- | --------------------------------- | ------------------ | --- |
| 1818? - 1844? | Eliza Vonck                       |                    | schout/burgemeester van Peursum, tevens schout/burgemeester van Streefkerk (1812-1849), Nederslingeland (1818-1842), Bleskensgraaf (1819-1843) en Nieuw-Lekkerland (1819-1842) |
| 1844 - 1846   | Nicolaas Frederik van Steenbergen |                    | tevens burgemeester van Giessendam en Laagblokland |
| 1847 - 1852   | Nicolaas Jan Vonck                |                    | tevens burgemeester van Bleksensgraaf (1846-1850), Nieuw-Lekkerland (1846-1854), Nederslingeland (1846-1852) en Streefkerk (1850-1853)                                         |
| 1852 - 1894   | Johannes Diderik van Slijpe       |                    | tijdens (een deel van) deze periode tevens burgemeester van Ottoland, Laagblokland, Schelluinen, Goudriaan, Nederslingeland (ging in 1857 op in Peursum) en Giessen-Nieuwkerk  |
| 1894 - 1924   | H.H.D. van Slijpe                 |                    | tevens burgemeester van Schelluinen en Giessen-Nieuwkerk |
| 1924 - 1946   | J.G. Diepenhorst                  | ARP                | tevens burgemeester van Schelluinen en Giessen-Nieuwkerk, eerder burgemeester van Tholen en Poortvliet                                                                         |
| 1947 - 1950   | R. Sterk                          |                    | tevens burgemeester van Schelluinen en Giessen-Nieuwkerk |
| 1951 - 1957   | Nicolaas (N.) van der Brugge      | ARP                | tevens burgemeester van Schelluinen en Giessen-Nieuwkerk, later burgemeester van Giessenburg en Schelluinen                                                                    |